# Comme une grande
Pour plus de détails, voir Fiche technique et Distribution.
Comme une grande est un moyen métrage français de 43 minutes réalisé par Héloïse Pelloquet, sorti en 2015.
Il s'agit du premier court métrage réalisé par Héloïse Pelloquet, diplômée de la Fémis dans le cadre de son projet de fin d'études.

## Synopsis
Imane est une collégienne vivant sur une île, au bord de mer. En attendant de grandir, le court-métrage retrace pendant un an son quotidien entre les cours, les copines, les garçons, l'été, les vacanciers, l'hiver et les rêves.
Ce moyen métrage est un récit d'initiation ayant pour principale thématique la fin de l'enfance et l'entrée dans le monde des adultes dans un contexte insulaire spécifique.

## Fiche technique
- Réalisatrice : Héloïse Pelloquet
- Assistant à la réalisation : Rémi Brachet
- Scénaristes : Rémi Brachet, Héloïse Pelloquet
- Ingénieurs du son : Marion Papinot, Lucas Héberlé
- Monteuse : Héloïse Pelloquet
- Auteur de la musique : Arthur Pelloquet
- Productrice : Mélissa Malinbaum
- Directeur de la photo : Augustin Barbaroux
- Cadreurs : Augustin Barbaroux, Paul Guilhaume, François Chambe
- Monteurs son : Marion Papinot, Lucas Héberlé
- Mixeur : Gaël Eléon

## Distribution
- Imane Laurence: Imane
- Mathis Durand : Mathis
- Océane Catrevaux : Océane
- Margot Québaud : Margot
- Mahaut Thuillier : Mahaut
- Margot Pelloquet : Agathe

## Réception du film
À sa sortie en 2015, Comme une grande reçoit de nombreux prix dans des festivals en France et à l'international.
Il est notamment primé à trois reprises au Festival du cinéma de Brive (Prix Format Court, Prix du public et Grand prix France) en 2015, présidé par Jean-Pierre Darroussin. 
Son actrice principale, Imane Laurence, reçoit également un prix d'interprétation féminine au Festival Premiers Plans d'Angers dans la catégorie film d'école européen.
Fort de son succès en festival, le film est présenté par "Format Court" au Studio des Ursulines à Paris le 14 mai 2015.

## Distinctions
- Mention Spéciale - prix d’interprétation féminine pour  Imane Laurence, Festival Premiers Plans d'Angers - Angers, 2015[3]
- Compétition internationale, Festival du Film de Kiev, Ukraine, 2015
- Prix Format Court / Prix du public / Grand prix France, Rencontres du moyen métrage de Brive, 2015[4]
- Sélection officielle, Mostra de Dones, Barcelone, 2015[5]
- Compétition internationale, Festival Silhouette, Paris, 2015